# Progressive Musik
Progressive Musik (von „progressiv“) oder englisch progressive music (von progressive „voranschreitend, fortschrittlich“) steht als allgemeine Bezeichnung für unterschiedliche Musikgenres:
- Progressive House: eine aus Großbritannien stammende Musikrichtung, die sich aus Elementen von Deep House, Trance, Tribal House und Tech House zusammensetzt
- Progressive Jazz: ein vermeintlicher Jazzstil der späten 1940er und frühen 1950er Jahre
- Progressive Metal, auch Prog Metal oder Technical Metal: eine stilistische Synthese aus den Musikrichtungen Heavy Metal, Progressive Rock und Psychedelic Rock
  - Progressive Death Metal: Verbindungen von Progressive Metal und Death Metal
- Progressive Rock, auch Rock oder Prog-Rock: Musikrichtung ab Ende der 1960er Jahre aus populären Genres wie Popmusik, Rockmusik, Blues oder Rock ’n’ Roll, ergänzt um stilistische Merkmale anderer musikalischer Gattungen
- Progressive Techno: mit progressivem Aufbau der einzelnen Tracks
- Progressive Trance: sukzessiver Aufbau der Kompositionen